# Astragalus desperatus
Astragalus desperatus es una especie de planta herbácea perteneciente a la familia de las leguminosas. Es originaria de Estados Unidos.  

## Distribución
Es una planta herbácea perennifolia que se encuentra en Estados Unidos, donde se distribuye por Arizona, Colorado y Utah.

## Taxonomía
Astragalus desperatus fue descrita por Marcus Eugene Jones  y publicado en Zoë 2(3): 243–244. 1891.
Etimología
Astragalus: nombre genérico derivado del griego clásico άστράγαλος y luego del Latín astrăgălus aplicado ya en la antigüedad, entre otras cosas, a algunas plantas de la familia Fabaceae, debido a la forma cúbica de sus semillas parecidas a un hueso del pie.
desperatus: epíteto
Sinonimia
- Astragalus desperatus var. desperatus
- Astragalus desperatus var. typicus Barneby
- Batidophaca desperata (M.E.Jones) Rydb.
- Batidophaca petrophila (M.E.Jones) Rydb.
- Tium desperatum (M.E.Jones) Rydb.[3][4]